# Eois borrata
Eois borrata là một loài bướm đêm trong họ Geometridae.